# Wola
Wola è una frazione occidentale di Varsavia, la capitale polacca; fu incorporata nella città nel 1916; prima di allora essa si chiamava Wielka Wola. L'intera zona si sta lentamente trasformando in un distretto residenziale e commerciale, essendo stata fino a pochi decenni fa un'area industriale le cui tradizioni affondano le radici nel XIX secolo. Gran parte dei musei di Varsavia si trovano in questo quartiere, oltre a numerosi cimiteri, tra cui il Cimitero Powązki, il più famoso della Polonia.

## Storia
La frazione, menzionata nei documenti già nel XIV secolo, divenne il luogo in cui si tennero le libere elezioni dal 1573 al 1764 per eleggere il re della Polonia da parte della szlachta (nobiltà) della Confederazione Polacco-Lituana.
La frazione di Wola divenne in seguito famosa per la difesa dell'esercito polacco di Varsavia nel 1794 durante la rivolta di Kościuszko e nel 1831 con la rivolta di novembre, quando Józef Sowiński e Józef Bem difesero la città contro le forze zariste.
Durante la rivolta di Varsavia a Wola ebbero luogo duri scontri. L'8 agosto 1944 il suo territorio fu teatro del maggiore massacro della storia polacca (si contarono 40.000-50.000 vittime).